# جامع المأمون (الموصل)
جامع المأمون هو من مساجد الموصل الواسعة والكبيرة، ويقع في الساحل الأيمن لمدينة الموصل، في حي المأمون في الشارع الرئيسي للحي، وبني الجامع في عقد التسعينات من القرن العشرين، وافتتح في عام 1416هـ/ 1996م، والمسجد يحتل مساحة كبيرة وفيهِ قبة كبيرة يبلغ قطرها حوالي أربعة أمتار مئذنة تبدو كمنارة عالية يبلغ أرتفاعها حوالي 36م، ومئذنة (منارة) جامع المأمون هي أول مبنى شاهق يراه القادم من العاصمة بغداد نظرا لارتفاعها ولموقعها في بوابة الموصل الجنوبية، ويحتوي الجامع على العديد من الحدائق الجميلة، وفيهِ مصلى للنساء في الطابق الثاني.
يبلغ طول المصلى حوالي (20) مترا وعرضه أكثر من (11) مترا، يضاف إليه الفسحة الداخلية التي يبلغ طولها حوالي (14) مترا وعرضها (7,5) متر. وتبلغ مساحة الفسحة الخارجية ضعف مساحة الفسحة الداخلية.
يتسع المصلى الداخلي لحوالي 320 مصلٍ والفسحة الداخلية لحوالي 150 مصلٍ, كما يتسع مصلى النساء لحوالي 120 مصلٍ. أما الفسحة الخارجية فتتسع لأكثر من 200 مصلٍ, وبذلك يزيد عدد المصلين على 800 مصلٍ في المسجد فقط، وتتسع مساحة الحدائق لما يقرب من أكثر من نصف هذا العدد من المصلين.